# Represa de La Serena
A represa de La Serena localiza-se na província de Badajoz sobre o rio Zújar. Foi inaugurado pelos Reis de Espanha, Juan Carlos I e Sofia da Grécia a 2 de fevereiro de 1990.
Este represa é a segunda maior carteira de água da península Ibérica (depois da barragem de Alqueva em Portugal), e uma das maiores da Europa. É também a represa espanhola de maior superfície de espelho de água. Este pode alojar até 3,21 mil milhões de litros de água, e inunda uma superfície de 13949 Ha, afetando aos municípios de Cabeza del Buey, Capilla, Castuera e Peñalsordo na comarca de La Serena, e Esparragosa de Lares, Garlitos, a Puebla de Alcocer, Risco, Sancti-Spíritus e Siruela na comarca de La Siberia.
O represa da Serena levanta-se sobre grande parte do represa do Zújar, ficando este último como contra-represa da primeira. A principal utilização é a regulação e armazenamento de água para a possível irrigação de umas 14 000 ha de cultivo, ainda que também é utilizado para o abastecimento de água a populações próximas, e para a produção de energia hidroelétrica.

## História

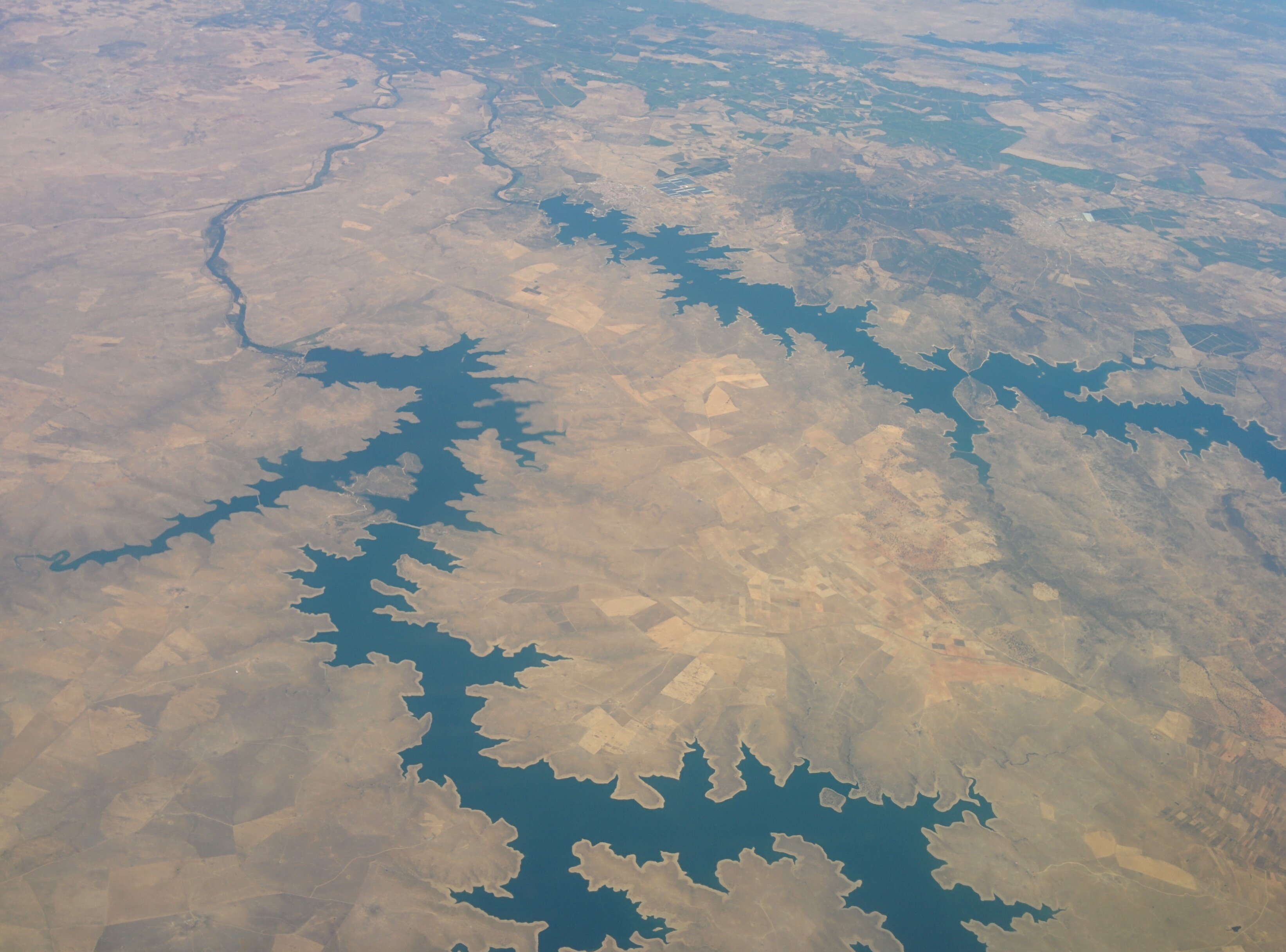
Vista aérea do represa. Na parte superior, a represa de Orellana

A represa foi posta em funcionamento no ano 1989, pouco depois de acabar os trabalhos de construção da represa. A partir desse momento começou a contribuir água nos cultivos de regadio das vegas estremenhas. Chegou a atingir um volume de represa de 893,8 hm³ em março de 1991. No entanto, o seu processo de enchimento coincidiu com anos de dura seca, até ao ponto de que ao começo do ano hidrológico 1995-1996 a água acumulada no represa era de 70,2 hm³, pouco mais do 2 % da sua capacidade.
O irregular caudal do rio Zújar ficou de manifesto depois das chuvas de dezembro de 1995 e janeiro de 1996, que elevaram o volume embalsado até 1612 hm³, em mal quarenta dias a represa tinha recebido mais de 1500 hm³. Desde o começo de 1996 até janeiro de 1997 a represa tinha atingido 2784,6 hm³, e a 7 de fevereiro de 1997, já com um 86 % de capacidade deu-se por cheia a represa, e procedeu-se ao primeiro uso das suas comportas, realizando-se um ato no que se reuniram um nutrido número de pessoas para contemplar o seu primeiro vertido de água pela coroação para a represa do Zújar.
A conveniência da regulação do rio Zújar com a represa da Serena ficou confirmada com os factos que sucederam entre dezembro de 1995 e janeiro de 1996. Isto é como o Zújar é um dos rios mais irregulares de Espanha, e no que se podem alternar contribuições anuais de 2977 hm³ com outras de só 14 hm³ anuais. De não estar construído o sistema de regulação Serena-Zújar poder-se-iam ter produzido importantes avenidas e danos pessoais e materiais ao longo de todo o Zújar-Guadiana até Ayamonte, afetando a grandes populações, como Mérida e Badajoz.

## Meio natural
O meio onde se encontra a represa está formado por grandes planícies de terreno ondulado e sem árvores onde crescem pastos que são aproveitados pelas ganadeiras presentes na zona, das que se obtém o conhecido como queijo da Serena.
A construção tanto da represa da Serena como anos dantes a do Zújar supôs uma mudança radical na paisagem da zona, de ser uma zona árida e seca, se converteu na atualidade num "mar de interior", sendo a comarca de la Siberia a que tem o maior número de quilómetros de costa doce da Espanha.